# Sankthelenarall
Sankthelenarall (Aphanocrex podarces) är en utdöd art i familjen rallar som levde på ön Sankta Helena. Fågeln dog troligen ut strax efter människor kom till ön 1502.